# 2859 Paganini
2859 Paganini este un asteroid din centura principală, descoperit pe 5 septembrie 1978 de Nikolai Cernîh.